# رختيان (ألاداغ)
رختیان (بالفارسية: رختیان) هي قرية تقع في إيران في قسم ألاداغ الريفي. يقدر عدد سكانها بـ 1,080 نسمة .